# 萩浦地区
萩浦地区（はぎうらちく）は、富山県富山市の地区である。富山市街地の北側近郊にあり住宅地が多く、富山港が近いので工業地帯が広がっている。

## 概要
北側は岩瀬地区、東側は大広田地区、南側は豊田地区、西側は神通川を挟んで草島地区と隣接している。

## 地理
- 河川 神通川、富岩運河、

## 歴史
- 1889年（明治22年）4月1日 - 町村制施行に伴い上新川郡森村、大村、田畑村、中田村、千原崎村、上野村、蓮町村が合併し、大広田村が発足。
- 1940年（昭和15年）9月1日 - 富山市に編入。旧村部は大広田地区と萩浦地区に分割。

## 経済
富岩運河沿いを中心に工場が集中している。
- 太平洋セメント
- 富山化学工業
- 新日本海重工

## 教育
- 富山県立富山北部高等学校
- 富山市立岩瀬中学校
- 富山市立萩浦小学校

## レジャー
- 馬場記念公園

## 商業施設
国道415号沿いに密集している。
- ショッピングセンター北の森
- しまむら北の森店
- parade北の森店
- 酒のやまや北の森店

## 交通
- 富山地方鉄道富山港線-蓮町（馬場記念公園前）駅、萩浦小学校前駅

## 参考出典
- 『富山県の地名』平凡社